# Sinophora iwateana
Sinophora iwateana är en insektsart som beskrevs av Matsumura 1942. Sinophora iwateana ingår i släktet Sinophora och familjen spottstritar. Inga underarter finns listade i Catalogue of Life.